# Kamen Rider Drive
Kamen Rider Drive (仮面ライダードライブ, Kamen Raidā Doraibu) est une série télévisée japonaise de type Tokusatsu. Elle est la vingt-cinquième série de la franchise et la seizième de l'ère Heisei.

## Résumé
Après qu'aient eu lieu de mystérieux et destructeurs incidents à grande échelle partout dans le monde, les êtres humains ont l'impression que le « temps s’est arrêté » et cette impression est apparu fréquemment. Afin de comprendre ce phénomène, la Police Départementale de Tokyo a mis en place une "unité spéciale" pour travailler sur les incidents qui se produisent dans des circonstances particulières. Shinnosuke Tomari, un détective de la police sera assigné à cette unité en raison de l'invitation d'une certaine personne...

## Personnages
- Shinnosuke Tomari (泊 進ノ介, Tomari Shinnosuke?) est un détective de la police faisant partie d’une unité spéciale. À bord de Tridoron, sa voiture, il fait régner l’ordre et la justice. Pour se transformer en Kamen Rider Drive, il doit mettre la Shift Speed Shift Car dans le Shift Brace, et faire une conjonction entre le Drive Driver et le Shift Brace.
- Kiriko Shijima (詩島 霧子, Shijima Kiriko?) est une fliquette partenaire de Shinnosuke. Elle est froide aussi bien en apparence qu’en caractère.
- Jun Honganji (本願寺 純, Honganji Jun?) est le chef de l’unité spéciale de la police de Tokyo. Adepte du feng-shui, il aime porter une cravate différente en fonction de son humeur.
- Rinna Sawagami (沢神 りんな, Sawagami Rinna?) est la personne qui étudie les capacités des Roimude, les ennemis de Drive.
- Genpachiro Otta (追田 現八郎, Otta Genpachirō?) est aussi un détective de la police faisant partie de l’unité spéciale mais il n’est pas très emballé par l’idée d’en faire partie.
- Kyu Saijo (西城 究, Saijō Kyū?) est un scientifique gestionnaire de réseau.
- Krim Streinbelt (クリム・スタインベルト, Kurimu Sutainberuto?) est le développeur du Drive System et de Tridoron.
- Go Shijima (詩島 剛, Shijima Gō?) est le frère de Kiriko. Pour se transformer en Kamen Rider Mach, il doit mettre la Signal Bike dans le Mach Driver.

## Kamen Rider

### Kamen Rider Drive
Kamen Rider Drive peut changer le pneu qu'il a sur son torse et son apparence en remplaçant la Shift Car qui est dans son Shift Brace.
- Type Speed (タイプスピード, Taipu Supīdo?) est la forme principale de Drive, basée sur une voiture de sport. Son Full Throttle finisher est le  SpeeDrop (スピードロップ Supīdoroppu).
- Type Speed Flare (タイプスピードフレアー, Taipu Supīdo Furea?) est une forme avec laquelle Drive peut achever ses ennemis avec le Flare Stream.
- Type Speed Spike (タイプスピードスパイク, Taipu Supīdo Supaiku?) est une forme qui permet à Drive de déchiqueter ses ennemis avec sa Spike Tornado.
- Type Speed Shadow (タイプスピード シャドー, Taipu Supīdo Shadō?) est une forme qui permet à Drive d’être équipé des Shadow Shurikens qu’il lance sur ses ennemis.
- Type Wild (タイプワイルド, Taipu Wairudo?) est une forme alternative de Drive, basée sur un buggy. Cette forme dote Drive d'une plus grande puissance.
- Type Technic (タイプテクニック, Taipu Tekunikku?) est une forme alternative de Drive, basée sur une benne à ordures ménagères. La capacité spéciale de Drive dans cette forme est proche de la précision parfaite pour réagir rapidement à tout changement sur le champ de bataille via une analyse, qui peut également être utilisée pour manipuler des machines. Il gagne également des yeux derrière la tête, ce qui lui permet d’exécuter deux tâches à la fois et de réduire les angles morts potentiels.
- Type Fruits (タイプフルーツ, Taipu Furūtsu?) est une forme inspirée de la forme Orange Arms de Kamen Rider Gaim.Il est armé du Musou Saber et de Daidaimaru. Le plus gros désavantage de cette forme  est le chapeau géant qui coiffe la tête de Drive, ce qui a des effets mineurs sur l’observation de son environnement et le fait qu’avec ce casque, il ne rentre pas dans Tridoron.

- Type Dead Heat (タイプデッドヒート, Taipu Deddo Hīto?) est une forme évoluée de Drive basée sur un side-car. Elle a pour particularité d'être partagée avec Mach, ce qui permet à l'un ou l'autre des Drive d'imiter la capacité de Dead Zone du Roidmude,Heart. Cependant, comme cette Shift Car n’a pas encore été mise au point, elle présente un inconvénient majeur, en ce sens qu’elle fait perdre à l’utilisateur tout contrôle qui se mettre à attaquer qui que ce soit après quelques minutes d’utilisation. Étant donné que Kamen Rider Drive n'a jamais surmonté cette limite, la voiture de changement fait partie de l'arsenal habituel de Mach.
- Type Formula (タイプフォーミュラ, Taipu Fōmyura?) est une forme évoluée de Drive basée sur une Formule 1.La capacité spéciale de Drive dans cette forme est l’accélération, comme celle de Type Speed, ainsi que la manipulation du vent.  Son arme est le  Trailer-Hou (トレーラー砲 Torērā Hō, Trailer Cannon)  pour libérer des puissantes attaques finales Full Throttle (フルスロットル Furu Surottoru) quand il combine les  Shift Cars.Plus puissante que Type Dead Heat, Type Formula a un défaut important : tout Finish Full Throttle utilisé sans le Trailer-Hou exercera une pression énorme sur le corps de Drive en raison de la quantité de G-Forces qu'il apporte.

- Type Tridoron (タイプトライドロン Taipu Toraidoron?) est la forme finale de Drive, qui fusionne Shinnosuke et Tridoron. Il peut également utiliser toutes les armes de ses autres formes et permettre à M. Belt de prendre le contrôle de son corps en cas de besoin.

## Distribution
- Ryoma Takeuchi (竹内 涼真, Takeuchi Ryōma?) : Shinnosuke Tomari (泊 進ノ介, Tomari Shinnosuke?) / Kamen Rider Drive (仮面ライダードライブ, Kamen Raidā Doraibu?)
- Rio Uchida (内田 理央, Uchida Rio?) : Kiriko Shijima (詩島 霧子, Shijima Kiriko?)
- Yuu Inaba (稲葉 友, Inaba Yū?) : Go Shijima (詩島 剛, Shijima Gō?) / Kamen Rider Mach (仮面ライダーマッハ, Kamen Raidā Mahha?)
- Tsurutaro Kataoka (片岡 鶴太郎, Kataoka Tsurutarō?) : Jun Honganji (本願寺 純, Honganji Jun?)
- Rei Yoshii (吉井 怜, Yoshii Rei?) : Rinna Sawagami (沢神 りんな, Sawagami Rinna?)
- Taira Imata (井俣 太良, Imata Taira?) : Genpachiro Otta (追田 現八郎, Otta Genpachirō?)
- Kenta Hamano (浜野 謙太, Hamano Kenta?) : Kyu Saijo (西城 究, Saijō Kyū?)
- Christopher Daniel Peppler (クリス・ペプラー, Kurisu Pepurā?) : Krim Streinbelt (クリム・スタインベルト, Kurimu Sutainberuto?)
- Shota Matsushima (松島 庄汰, Matsushima Shōta?) : Brain (ブレン, Buren?)
- Tomoya Warabino (蕨野 友也, Warabino Tomoya?) : Heart (ハート, Hāto?)
- Fumika Baba (馬場 ふみか, Baba Fumika?) : Medic (メディック, Medikku?)
- Taiko Katono (上遠野 太洸, Kotono Taiko?) : Chase (チェイス, Cheisu?) / Kamen Rider Proto-Drive (仮面ライダープロトドライブ, Kamen Raidā Puroto Doraibu?) / Kamen Rider Chaser (仮面ライダーチェイサー, Kamen Raidā Cheisā?)